# Peterdi Gábor

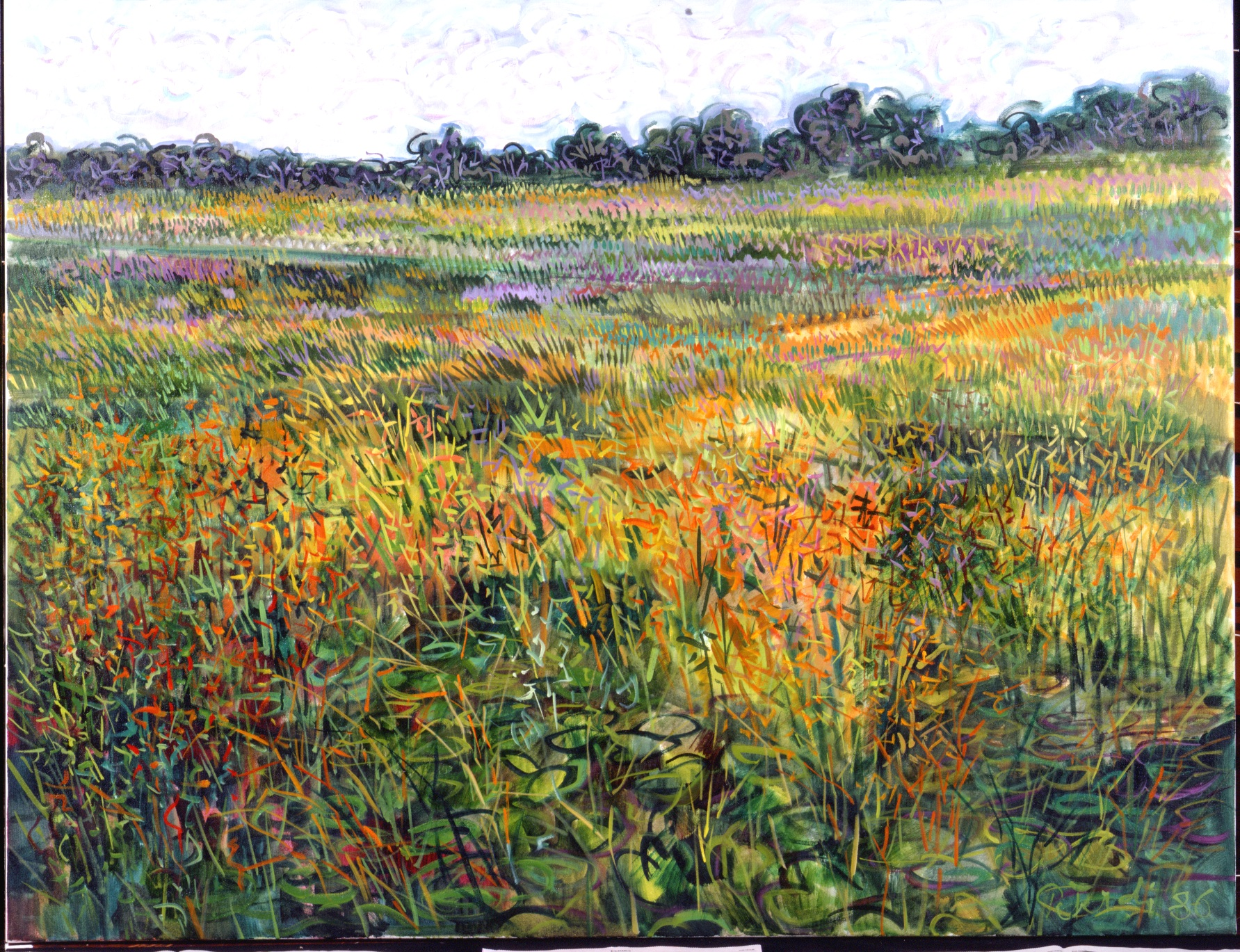
Levendula rét (Lavender Meadow), 1986

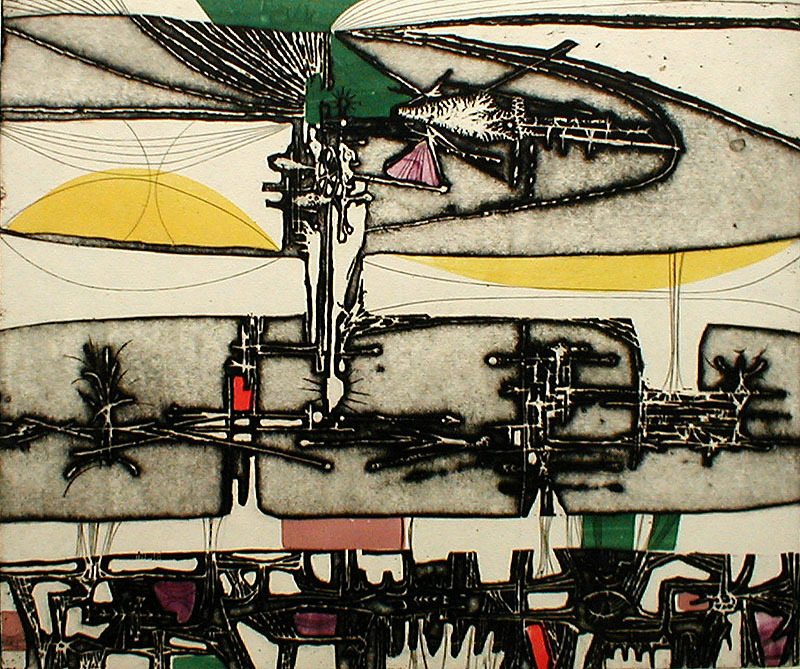
Ívás III (Spawning-III), 1952

Peterdi Gábor (Pestújhely, 1915. szeptember 17. – Connecticut, Rowayton, 2001. augusztus 13.) magyar származású amerikai festő, grafikus.

## Pályafutása
Első mesterei Rudnay Gyula, Katona Nándor és Bálint Rezső voltak. 1929 nyarán a Kecskeméti Művésztelepen alkotott, kis ideig Szőnyi István műtermében is tanult. 
Az Ernst Múzeum igazgatója egyéni kiállításra hívta, 15 évesen. Ezután ösztöndíjjal Rómában, az Accademia de Belle Artin tanult tovább, festményeiért megkapta a Prix de Rome-ot. 1932-ben Párizsba költözött, ahol Viera da Silva és Szenes Árpád ajánlásával jutott S. W. Hayter Ateliers 17 stúdiójába. Bekerült a párizsi társasági életbe, megismerkedett Chagall-lal, Miróval, Alexander Calderrel, Giacomettivel és Max Ernsttel. Kezdetben posztimpresszionista és expresszionista képeket festett, majd 1938-ban Jeanne Bucher galériájában absztrakt művekkel jelentkezett. Az 1937-es párizsi világkiállításon Jean Lurçat-val közösen elkészített faliképei díjat nyertek. 1939-ben vándorolt ki az Egyesült Államokba. A második világháborúban harcolt, a normandiai partraszállás, a koncentrációs táborok borzalmas látványa sokáig kísértettek rajzainak, metszeteinek témáiként. Nyomatkészítést tanít 1948–1952 között a New York-i Brooklyn Museum Art School, 1952–1960 között a Hunter College, 1960–1987 között a Yale Egyetem tanáraként.
Printmaking: methodes old and new című könyvét képzőművészeti tankönyvként használják.
Az USA-ban kétszáz körüli egyéni kiállítása volt. Olajfestményei, akvarelljei, fekete-fehér és színes, általában nagyméretű metszetei a realizmus és az absztrakt között ingadozva dolgozzák fel a vidéki táj, a természet látványát.

## Művei nyomtatásban
- Printmaking: methodes old and new (New York, 1959, ISBN 9780025960602)
- The Black Bull, 1939 (grafikai album)
- Earth and Water, 1954 (grafikai album)
- Genesis, 1967 (grafikai album)

## Egyéni kiállításai
- 1930 – Ernst Múzeum, Budapest
- 1934 – Ernst Múzeum, Budapest
- 1938 – Galerie Jeanne Bucher, Párizs
- 1939 – Julien Levy Gallery, New York
- 1948, 1950 – Laurel Gallery, New York
- 1951 – Sculpture by Painters, Peridot Gallery, New York [Pollockkal, Brooksszal]
- 1953-82 – Grace Borgenicht Gallery, New York
- 1959 – Brooklyn Museum
- 1964 – Corcoran Gallery of Art, Washington
- 1965 – High Museum, Atlanta (retrospektív)
- 1966 – Gallery 1640, Montreal, Kanada
- 1970-től napjainkig rendszeresen – Jane Haslem Gallery, Washington
- 1989 – Fifty-five Years of Printmaking, Hiestand Gallery of Miami University
- 1992 – Trisolini Gallery, Ohio State University
- 1996 – Westport Arts Center, Westport – Elisabeth S. Fine Museum, San Francisco
- 1998 – Celebrations of Life, Housatonic Museum of Art, Bridgeport
- 2000 – Season of Light, Kimberly Greer Gallery, Northport